# Jean Rogister
Pour les articles homonymes, voir Rogister.
Jean Rogister, né à Liège le 25 octobre 1879 et mort dans la même ville le 20 mars 1964, est un altiste et compositeur belge.

## Biographie
Jean Rogister provenait d'une famille de musiciens. Son père était flûtiste et ses frères Chrétien Rogister (pseudonyme Caludi) (1884-1941) violoniste et compositeur, Hubert Rogister (1892-1948) violoncelliste et Fernand Rogister tromboniste. Sa vie est détaillée dans le livre de Jean Servais "un musicien de cœur".
Enfant doué pour la musique, Rogister a étudié le violon, l'alto et le cor au Conservatoire de Liège. Jean Rogister a étudié la composition avec Jean-Théodore Radoux, et l'alto avec Désiré Heynberg (1831-1898) et Oscar Englebert. Il est devenu altiste, et à l'âge de vingt-un ans, il a été nommé professeur d'alto (1900-1945) au Conservatoire de Liège.
Rogister a joué dans des formations de musique de chambre et fait ses débuts en 1902 comme altiste du Quatuor Charlier dirigé par Léopold Charlier. C'est aussi à cette époque que Rogister a terminé son Quatuor à cordes nº 1. Il a continué à étudier la composition et à jouer dans des ensembles de musique de chambre, dont le Cercle Ad Artem, le Quatuor Chaumont et Piano et Archets. En 1923, il partit pour les États-Unis où il a brièvement dirigé la section des altos de l'Orchestre de Philadelphie sous la direction de Leopold Stokowski. De retour à Liège, Rogister est devenu un membre fondateur du Quatuor de Liège en 1925 composé des violonistes Henri Koch (1903-1969) et Joseph Beck, et de la violoncelliste Lydia Rogister-Schor. L'ensemble a effectué des tournées à travers l'Europe et les États-Unis avec beaucoup de succès.
Rogister, comme son professeur de composition Radoux, a composé en grande partie dans le style néo-romantique de César Franck, introduisant parfois ses propres sonorités impressionnistes modernistes. Il a composé huit quatuors à cordes et de la musique de chambre, ainsi que des œuvres symphoniques comme Jeux symphoniques (1952), des œuvres concertantes pour l'alto, le violon, le violoncelle et le trombone, et des œuvres vocales dont un Requiem (1944).

## Œuvres

### Scène
- Lorsque minuit sonna, Drame lyrique (1930)

### Musique orchestrale
- Lamento pour orchestre à cordes (1916)
- Destin (1919)
- La Fiancée du lutin (1920)
- Nuit d'avril, Esquisse symphonique (1921)
- Paysage (1923)
- Symphonie nº 1 en fa majeur (1927)
- Largo dans le style ancien et Scherzo pour orchestre à cordes (1932); version originale pour quatuor à cordes
- Symphonie nº 2 "Symphonie wallonne" en ré mineur (1931–1932)
- La Lune et les peupliers (1932)
- Esquisse dramatique (1935); version originale pour quatuor à cordes
- Allegro energico pour orchestre à cordes (1940); version originale pour 4 violoncelles
- Symphonie nº 3 en mi mineur pour quatuor à cordes soliste et orchestre (1942–1943)
- Jeux symphoniques (1952)
- Hommage à César Franck (1955)
- Adagio pour double orchestre à cordes (1960)
- Improvisation sur un thème

### Musique concertante
- Fantaisie concertante pour alto et orchestre (1910)
- Concerto en la majeur pour alto et orchestre (1914)
- Concerto pour violoncelle et orchestre (1917)
- Adieu pour alto ou violoncelle et orchestre à cordes (1919)
- Concerto en do mineur pour trombone et orchestre (1919)
- Poème pour violon et orchestre (1920)
- Fantaisie burlesque sur un thème populaire pour violon et orchestre (1928)
- Impression de mai pour violon et orchestre (1935)
- Concerto en sol mineur pour violon et orchestre (1944–1945)
- Suite en sol mineur pour flûte et orchestre à cordes, Op. 114 (1949)
- Fantaisie sur un cramignon liégeois pour alto et orchestre
- Par une après-midi ensoleillée, Pièce pour violoncelle et orchestre (ou piano)
- Pièce concertante pour clarinette et orchestre

### Musique de chambre
- Quatuor à cordes nº 1 (1902)
- Quatuor à cordes nº 2 en fa mineur (1914)
- Libellule, Pièce caractéristique pour violon ou alto et piano (1919)
- Adagio for 4 violons (1921)
- Quatuor à cordes nº 3 (1921)
- Quatuor à cordes nº 4 en ré (1926)
- Quatuor à cordes nº 5 en la (1927)
- Quatuor à cordes nº 6 en do mineur (1928)
- Symphonie intime pour flûte, clarinette, basson, 2 violons, alto, violoncelle et contrebasse (1929)
- Quatuor à cordes nº 7 (1931)
- Largo dans le style ancien et Scherzo pour quatuor à cordes (1932); aussi pour orchestre à cordes
- Quintette pour Instruments Anciens pour 2 quintons, viole d'amour, viole de gambe et clavecin (1934)
- Ésquisse dramatique pour quatuor à cordes (1935); aussi pour orchestre
- Impression de mai pour violon et piano (1935)
- Allegro energico pour 4 violoncelles (1940); aussi pour orchestre à cordes
- Quatuor à cordes nº 8 (1940)
- Quintette pour flûte, hautbois, clarinette, basson et cor (1947)
- Largo dans le style ancien pour quatuor à cordes; aussi pour orchestre à cordes
- L'enfant rêve, Mélodie pour violon et piano
- Prélude pour alto solo

### Musique Vocale
- The Bells, Oratorio pour soprano et 8 instruments (1924); d'après le poème d'Edgar Allan Poe
- Baisers tardifs pour voix et piano; texte de Noël Ruet

### Musique Chorale
- Requiem pour solistes, chœur et orchestre (1944)

## Discographie
- Jean Rogister | String quartets n°2 & n°6, Quatuor Gong. Cypres 1999 (CYP1620)
- Jean Rogister | Œuvres de la Grande Guerre, Thérèse-Marie Gilissen, Anne Leonardo, Quatuor Gong, Jean-Paul Dessy, Marc Trautmann. Musique en Wallonie (MEW1787)[4]